# Hiraea steyermarkii
Hiraea steyermarkii är en tvåhjärtbladig växtart som beskrevs av W.R. Andersorz. Hiraea steyermarkii ingår i släktet Hiraea och familjen Malpighiaceae. Inga underarter finns listade i Catalogue of Life.